# رین اوتساسون
رین اوتساسون (استونیایی: Rein Otsason; ۲۴ مهٔ ۱۹۳۱ – ۳۰ اکتبر ۲۰۰۴) اقتصاددان، سیاستمدار و نماینده مجلس اهل استونی بود. وی از سال ۱۹۸۹ تا ۱۹۹۱ رئیس بانک استونی بوده‌است.